# Aton-Hymnus

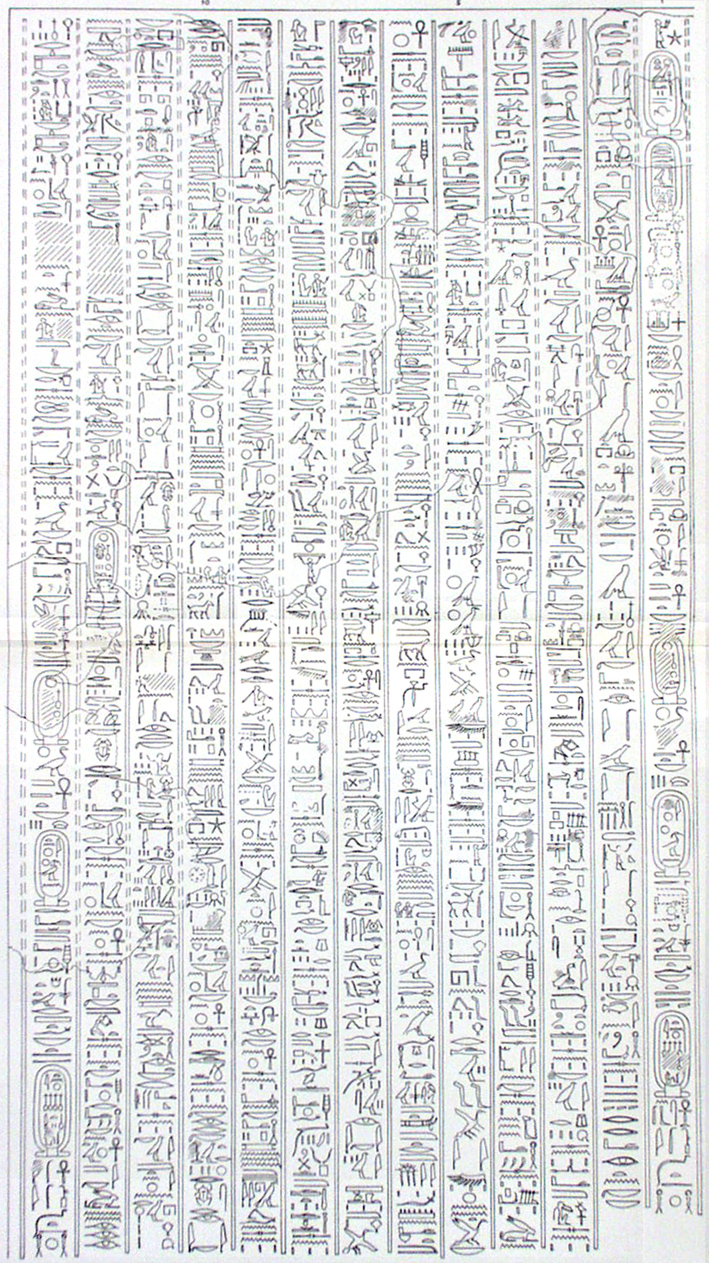
Abschrift des Großen Sonnenhymnus

Hymnus an Aton, auch Großer Sonnengesang oder Großer Sonnenhymnus des Echnaton ist die Bezeichnung für einen altägyptischen Hymnus der 18. Dynastie aus der Zeit des Königs (Pharao) Echnaton (um 1351–1334 v. Chr., Neues Reich).

## Ursprung und Quelle
Der Text entstand während der Regierungszeit des Echnaton um 1345 v. Chr. in Ägypten. Als sein Verfasser gilt Echnaton selbst. Der in Hieroglyphen geschriebene Text ist nur ein einziges Mal im Grab des Eje (Grab Nr. 25) in Amarna belegt, wo er mit 13 vertikalen Kolumnen fast die gesamte Fläche der rechten Wand des kurzen Eingangskorridors zum Grabinneren einnimmt.
Die Inschrift wurde um 1890 teilweise zerstört, ist jedoch als vollständige Abschrift von Urbain Bouriant aus den Jahren 1883/1884 erhalten, so dass der gesamte Hymnus übersetzt werden konnte.
Neben dem „Großen Sonnenhymnus“ ist aus weiteren fünf Gräbern in Tell el-Amarna der sogenannte „Kleine Sonnenhymnus“ bekannt. Dieser Text ist wesentlich kürzer als der des Großen Sonnengesangs. Bei drei Texten werden die Worte von Echnaton selbst gesprochen, bei den beiden anderen sprechen die Würdenträger in seinem Namen.

## Inhalt
In der ersten Zeile des Sonnengesangs werden die beiden Namen des Gottes Aton von König Echnaton und dessen Großer königlicher Gemahlin Nofretete genannt. Dieser Anbetung folgen die Worte „er [Echnaton] sagt“ und leiten den Hymnus ein.
Zentrales Thema ist die Einzigartigkeit und Singularität des Sonnengottes als Schöpfer und Erhalter der Welt und allen Lebens in all seiner Vielfalt. Aton ist „der Herr aller Lande, der für sie aufgeht und selbst alle Fremdländer am Leben erhält, indem er einen Nil an den Himmel setzt und diesen zu den Menschen herabkommen lässt.“ Er ist dadurch nicht nur Gott über das Land Ägypten, sondern wird zum Gott aller Menschen. Darüber hinaus werden seine kosmischen Qualitäten als Himmelskörper und seine Königsqualitäten besonders gepriesen.

## Interpretation
Hornung interpretiert den Text als frei von mythischen Vorstellungen: „Durch sein Licht erschafft er die Welt immer wieder neu. Er ist reine Gegenwart und bedarf keiner mythischen Vergangenheit mehr.“ Im Zentrum des Hymnus steht die Schöpferkraft des Aton; er erschafft nicht nur die gesamte Welt, er ist zudem ein Gott, der sich selbst schuf: er „baute sich selbst mit eigenen Händen“.
Sämtliche Tiere, Pflanzen, Menschen, alles Leben wird von Aton geschaffen und jeden Tag erneuert. Die Nacht, in der Aton verborgen ist, wird mit düsterer Symbolik umschrieben: „Gehst Du unter im westlichen Lichtland, ist die Erde in Finsternis, in der Verfassung des Todes.“ Die Bilder anderer Götter werden durch Bilder aus der realen Natur ersetzt und drücken, wie auch die Kunst der Amarna-Zeit, eine starke Naturverbundenheit aus:
„Alles Vieh ist zufrieden mit seinem Kraut, Bäume und Kräuter grünen. Die Vögel sind aus ihren Nestern aufgeflogen, ihre Schwingen preisen deinen Ka. Alles Wild hüpft auf den Füßen, alles was fliegt und flattert, lebt, wenn du für sie aufgegangen bist.“
In der Amarna-Theologie sind Sonnengott und König unmittelbar aufeinander bezogen, wobei die einzigartige Position des Sonnengottes am Himmel ihre Entsprechung in der exklusiven Position des Königs auf Erden findet. König Echnaton ist alleiniger Mittler zwischen Gott und Menschen, und ausschließlich ihm offenbarte sich der Gott:

„[denn] kein anderer ist, der dich kennt, außer deinem Sohn Nefercheperure [Echnaton]; du lässt ihn deine Absichten und deine Macht erkennen.“

Donald Redford versteht dieses naturverbundene Konzept jedoch nicht als positiv. „er [Aton] scheint keinerlei Mitgefühl mit seinen Geschöpfen zu haben. Er gibt ihnen das Leben und sorgt für ihren Unterhalt, aber in einer ziemlich mechanischen, interessenlosen Weise. In keinem Text ist zu lesen, dass er den Schrei der Armen hört, den Kranken hilft oder den Sündern vergibt.“
Die Mehrzahl der Forscher, auch wenn sie es unterschiedlich empfinden und interpretieren, sehen den Aton-Hymnus also als lebendiges Element Geschichte, das einen unmittelbaren Einblick in die neue Theologie vermittelt. Dagegen wenden sich Reeves und Allen, die der Aton-Religion den Gehalt absprechen und sie nur als ein ungenügend ausgeformtes Instrument sehen, mit dem Echnaton sich aus der festgefügten Rolle lösen und das Königtum neu definieren konnte: „Die inhaltliche Substanz des Hymnus ist zu dürftig, um darauf das Konzept einer neuen Religion zu errichten.“ Allen kommt zu dem Ergebnis – worin Reeves ihm zustimmt: „Der Gott von Echnatons 'Religion' ist Echnaton selbst.“
Reeves weist darauf hin, dass einige Motive „in einem praktisch identischer Art verfaßten Hymnus an den Gott Amun (Papyrus Bulaq 17) aus der Vor-Amarna-Zeit vorkommen […] Wie haben wir solche Anleihen zu interpretieren?“ Diese Frage beantwortet er folgendermaßen: „Wir können uns aber auch eines instinktiven Gefühls wohlkalkulierter Planung nicht erwehren, die vertraute Elemente in zynischer Weise miteinander kombiniert und mit einem bestimmten Ziel vor Augen neu verpackte. […] die Aton-Religion war in Wahrheit nichts anderes als ein pragmatisches Element der politischen Kontrolle.“

## Rezeption in der Bibel
Schon bald nach seiner Erstpublikation 1884 wurde eine große inhaltliche Nähe des Aton-Hymnus zu Ps 104,27–28  der Bibel festgestellt, desgleichen Ps 145,15–16 . Dies liegt  vermutlich an der generellen Präsenz dieses Textes im Nahen Osten. Jan Assmann leitet einen Einfluss der Amarna-Theologie auf die Moses-Theologie des Exodus in der Bibel ab und hält Teile von Psalm 104 für eine direkte Übersetzung des ägyptischen Textes.

## Ausgaben
Textausgaben
- Norman de Garis Davies: The Rock Tombs of El Amarna. Teil 6: The Tombs of Parennefer, Tutu, and Ay (= Memoirs of the Archaeological Survey of Egypt. Band 18). Egypt Exploration Society, London 1908 (Digitalisat).
- Maj Sandman: Texts from the Time of Akhenaten (= Bibliotheca Aegyptiaca. Band 8). Brüssel 1938.

Übersetzungen
- Jan Assmann: Ägyptische Hymnen und Gebete (= Orbis biblicus et orientalis.). 2. Auflage, Freiburg/Göttingen 1999, ISBN 3-7278-1230-3 (Digitalisat).
- Christian Bayer: Echnaton – Sonnenhymnen. Reclam, Stuttgart 2007, ISBN 3-15-018492-4.
- Pierre Grandet: Hymnes de la religion d’Aton. Édition du Seuil, Paris 1995, ISBN 2-02-022058-X.
- Erik Hornung: Altägyptische Dichtung. Reclam, Stuttgart 1996/2000, ISBN 3-15-009381-3.
- William J. Murnane: Texts from the Amarna Period in Egypt. Scholars Press, Atlanta (GA) 1995, ISBN 1-55540-965-2.